# Sequana
Sequana era una divinità celtica.

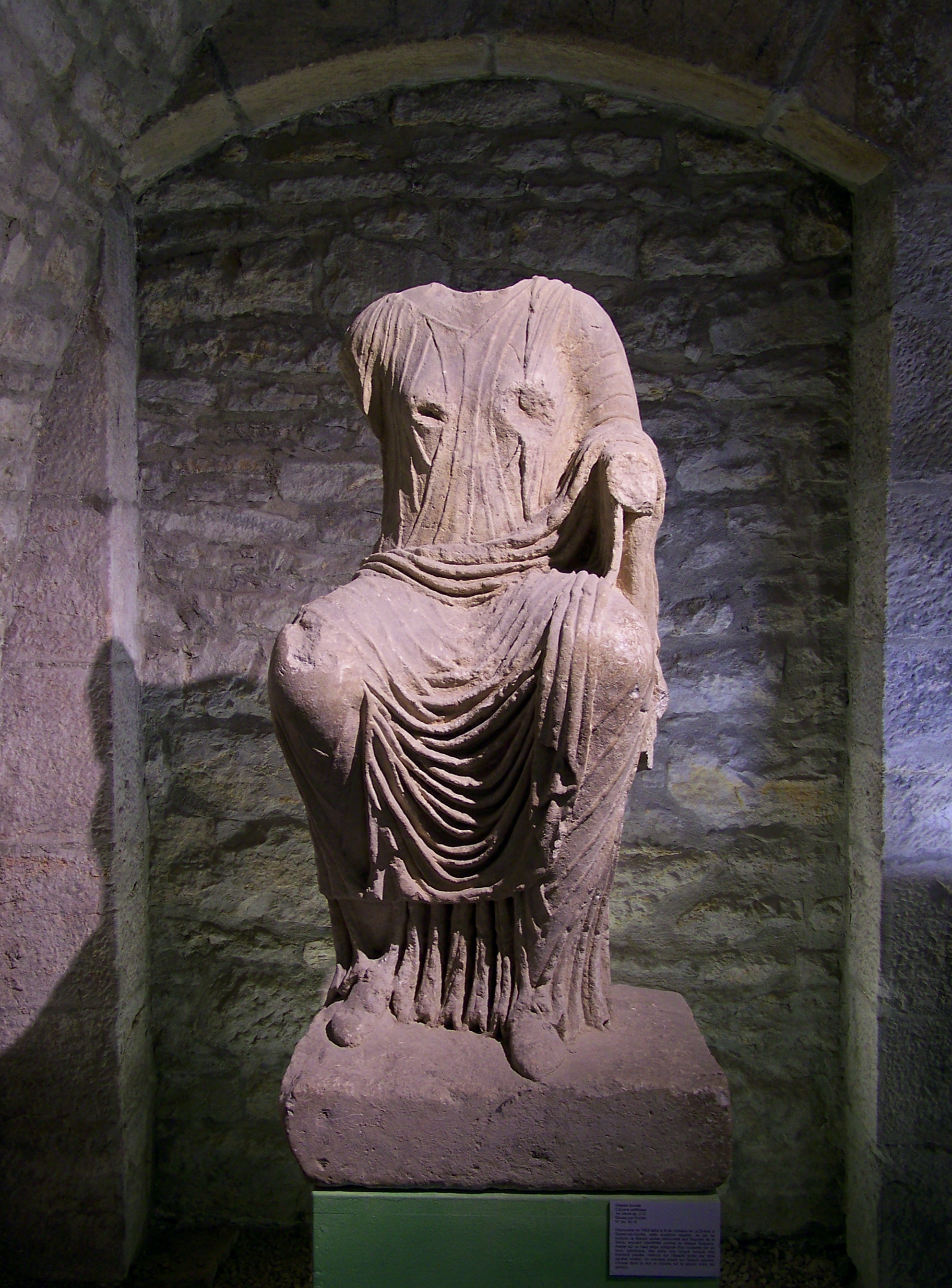
possibile statua della divinità Sequana

Essa era la personificazione del fiume Senna. In prossimità delle fonti del fiume sono stati trovati santuari dedicati alla dea, con numerosi ex voto (stampi di terracotta rappresentanti arti con medicazioni di vario tipo e soprattutto coppie di occhi di lamina di bronzo), offerte in denaro contenute in vasi di terracotta, composizioni di statuette lignee e raffigurazioni della dea che manovra un'imbarcazione conformata come un uccello acquatico e dotata di un unico remo, da usarsi in posizione eretta.
I reperti sono raccolti in una sala apposita del Museo Archeologico di Digione. Essi testimoniano la diffusione e l'importanza, solidamente radicata in tutta l'area gallica, del culto delle acque, le cui proprietà curative erano ben note ed apprezzate anche nel mondo romano, senza però la connotazione religiosa propria del mondo celtico.